# Quark b
El quark b, també anomenat quark fons o quark bellesa (del seu nom anglès bottom o beauty), és un quark de la tercera generació amb una càrrega elèctrica elemental de –⅓e, essent e la càrrega elemental 1,602 × 10–19 C. Malgrat que la cromodinàmica quàntica descriu tots els quarks de manera similar, el quark b té una massa força gran, al voltant de 4,18 GeV/c², una mica més de quatre vegades la massa d'un protó (0,938 GeV/c²). Per altra banda, com els electrons i la resta de quarks, se suposa que és una partícula puntual, això és, no té volum. L'espín del quark b val ½, el nombre bariònic ⅓ i el nombre quàntic bellesa B = –1. Els seus nombres quàntics estranyesa S, encant C i veritat T valen zero. Com la resta de quarks no existeix aïllat, ni se'l pot aïllar, i es presenta combinat amb d'altres, formant mesons de dos quarks i barions de tres quarks.

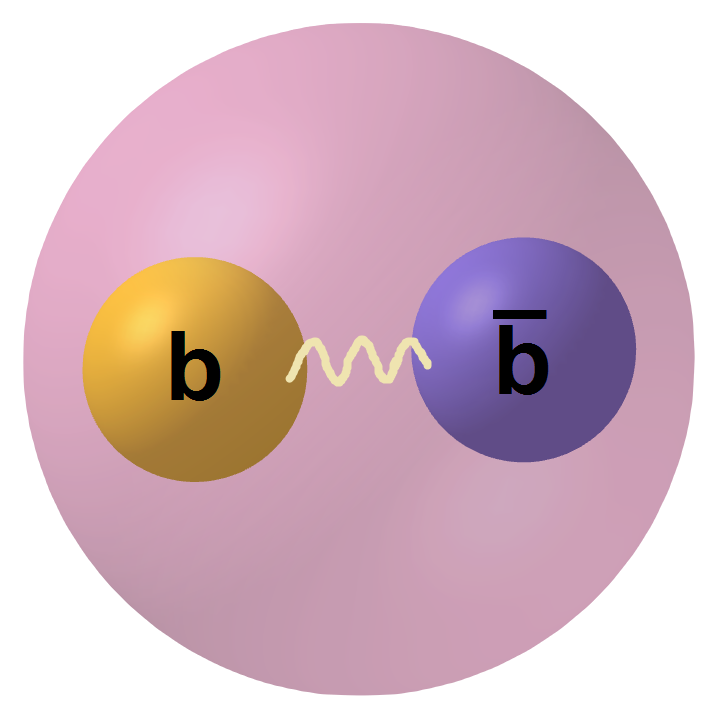
Estructura del mesó ípsilon constituïda per un quark b i un antiquark b,

## Història
El quark b fou predit teòricament el 1973 amb els treballs dels físics japonesos Makoto Kobayashi (1944) i Toshihide Maskawa (1940-2021) per tal d'explicar la violació CP o violació de la conjugació de càrrega i de la paritat. La simetria CP es basa en la combinació de la simetria C i la simetria P. La primera afirma que les lleis de la física serien les mateixes si s'intercanvien les partícules amb les antipartícules. La simetria P afirma que les lleis de la física romandrien inalterades sota inversions especulars, és a dir, l'univers es comportaria igual que la seva imatge en un mirall. La interacció forta, la gravetat i l'electromagnetisme satisfan la simetria CP, però no així la interacció feble, la qual cosa es manifesta en certes desintegracions radioactives. Per exemple, les desintegracions dels mesons {\displaystyle B_{0}} i {\displaystyle {\bar {B}}_{0}}, un de matèria format pels quarks {\displaystyle b{\bar {d}}} i l'altre d'antimatèria, amb els quarks {\displaystyle {\bar {b}}d}, són:
{\displaystyle B_{0}\longrightarrow K^{+}+\pi ^{-},\quad B_{0}\longrightarrow \pi ^{+}+\pi ^{-}}{\displaystyle {\bar {B}}_{0}\longrightarrow K^{-}+\pi ^{+},\quad {\bar {B}}_{0}\longrightarrow \pi ^{-}+\pi ^{-}}
Els percentatges d'ambdós canals de desintegració haurien de ser idèntics si matèria i antimatèria es comportassin exactament igual segons la simetria CP. Però s'observa una petita diferència que fa que sigui una violació d'aquesta simetria. La raó és que aquests mesons tenen quarks b.
La violació CP havia estat descoberta el 1964 pels físics estatunidencs James Cronin (1931-2016) i Val Fitch (1923-2015), els quals foren guardonats el Premi Nobel per aquest descobriment el 1980. Finalment, el quark b fou descobert el 1977 al Fermilab per l'equip dirigit pel físic estatunidenc Leon Max Lederman (1922-2018), quan observà que les col·lisions de protons contra nuclis atòmics de coure i de platí produïen bottomonium o mesó ípsilon. Aquest mesó es desintegrà seguidament en un muó positiu i un de negatiu:
{\displaystyle p+N\longrightarrow \Upsilon +X,\quad \Upsilon \longrightarrow \mu ^{+}+\mu ^{-}}
Kobayashi i Maskawa guanyaren el Premi Nobel de Física del 2008 per la seva explicació de la violació CP.
Inicialment, alguns físics anomenaren aquest nou quark beauty ‘bellesa’, símbol b. El nom de bottom ‘fons’ fou introduït el 1975 pel físic teòric israelià Haim Harari (1940) mantenint la primera lletra i pel fet que, en un diagrama on classificà els quarks, apareixia a la part inferior.

## Propietats
El quark b és el segon més massiu (4,18 GeV/c²) dels quarks, només superat pel quark t (172,69 GeV/c²), una massa força gran, una poc més de quatre vegades la massa d'un protó (0,938 GeV/c²). Té una càrrega elèctrica elemental de –⅓e, essent e la càrrega elemental 1,602 × 10–19 C, igual que els quarks d i s. Com els electrons i la resta de quarks, se suposa que és una partícula puntual, això és, no té volum. L'espín del quark b val ½, l'isoespín 0, el nombre bariònic ⅓ i el nombre quàntic bellesa B = –1. Els seus nombres quàntics estranyesa S, encant C i veritat T valen zero. Com la resta de quarks no existeix aïllat, ni se'l pot aïllar, i es presenta combinat amb d'altres, formant mesons de dos quarks i barions de tres quarks. Les propietats del quark b figuren a la següent taula i es comparen amb les dels altres quarks.
| Nom     | Símbol | Espín | Component de l'isoespín, I₃ | Càrrega elèctrica (e) | Nombre bariònic | Estranyesa, S | Encant, C | Bellesa, B | Veritat, T | Massa (GeV/c²) |
| ------- | ------ | ----- | --------------------------- | --------------------- | --------------- | ------------- | --------- | ---------- | ---------- | -------------- |
| Quark u | u      | 1/2   | +1/2                        | +2/3                  | 1/3             | 0             | 0         | 0          | 0          | 0,002 16       |
| Quark d | d      | 1/2   | –1/2                        | –1/3                  | 1/3             | 0             | 0         | 0          | 0          | 0,004 67       |
| Quark s | s      | 1/2   | 0                           | –1/3                  | 1/3             | –1            | 0         | 0          | 0          | 0,0934         |
| Quark c | c      | 1/2   | 0                           | +2/3                  | 1/3             | 0             | +1        | 0          | 0          | 1,27           |
| Quark b | b      | 1/2   | 0                           | –1/3                  | 1/3             | 0             | 0         | –1         | 0          | 4,18           |
| Quark t | t      | 1/2   | 0                           | +2/3                  | 1/3             | 0             | 0         | 0          | +1         | 172,69         |

L'antipartícula del quark b és l'antiquark b, que només es diferencia perquè algunes de les seves propietats són d'igual magnitud, però de signe oposat: així la càrrega elèctrica que el quark b la té de –⅓e i l'antiquark b de +⅓e, el nombre bariònic de l'antiquark b és –⅓ i el nombre quàntic bellesa –1.

## Desintegracions
El quark b pot desintegrar-se o bé en un quark u o en un quark c (majoritària) mitjançant la interacció feble. Ambdues desintegracions tenen una vida mitjana d'uns 10–12 s, superior a la dels quarks c (~10–13 s), però inferior a la dels quarks s (de ~10–10 a ~10–8 s). La reacció és:{\displaystyle b\longrightarrow c+W^{-},\quad W^{-}\longrightarrow e^{-}+{\bar {\nu }}_{e}}

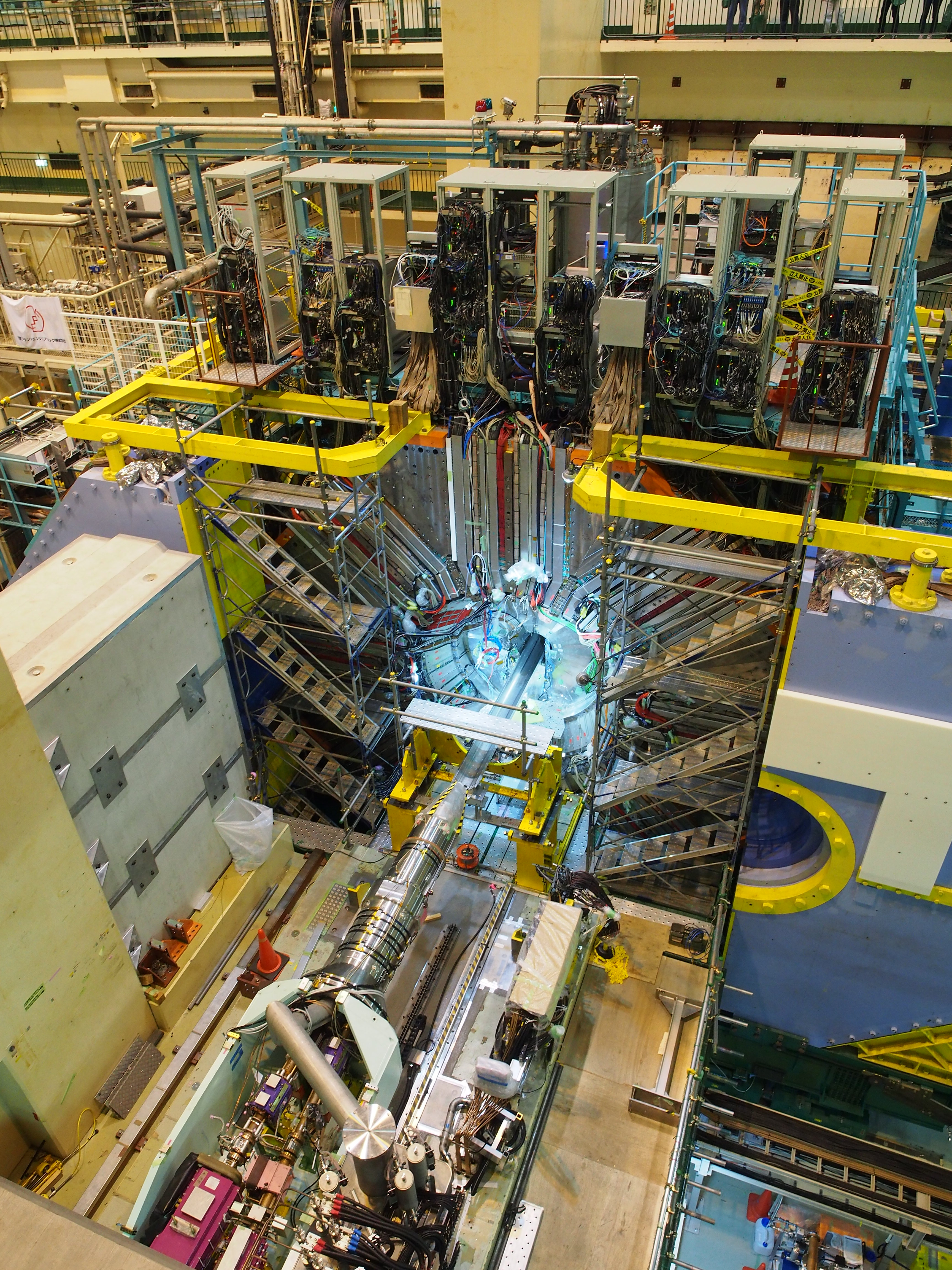
El detector de l'experiment Belle.

El bosó {\displaystyle W^{-}} és un bosó virtual, que només existeixen dins del marc de temps permès pel principi d'incertesa de Heisenberg. El {\displaystyle W^{-}} decau en un electró i un antineutrí electrònic, en un muó i un antineutrí muònic, en un tauó i un antineutrí tauònic, en un quark d i un antiquark u, o en un quark s i un antiquark c.

## Producte de desintegracions
La desintegració d'un quark t dona un quark b i un bosó {\displaystyle W^{+}}:
{\displaystyle t\longrightarrow b+W^{+}}
Atès que la tercera generació de quarks és necessària a causa de la violació CP, els mesons que contenen el quark b són les partícules més fàcils d'usar per a investigar aquest fenomen; en aquest sentit, es duen a terme els experiments BaBar al Laboratori Nacional de l'Accelerador de Stanford (SLAC) i el japonès Belle del KEK.
Per altra banda, segons el model estàndard, el bosó de Higgs (relacionat amb el trencament espontani de simetria, que és el mecanisme mitjançant el qual les partícules adquireixen massa) s'ha de desintegrar en un 60 % dels casos en un mesó ípsilon, format per una parella de quark b i antiquark b. El 2018 l'experiment ATLAS del CERN observà per primera vegada aquesta desintegració, sis anys després del descobriment del bosó de Higgs. Aquesta desintegració se simbolitza:
{\displaystyle H\longrightarrow b{\bar {b}}}

## Mesons i barions amb quarks b

Diagrama de Feynman de la desintegració que donà lloc a un pentaquark al CERN.

A més del mesó ípsilon {\displaystyle \Upsilon } constituït per un quark b i un antiquark b ({\displaystyle b{\bar {b}}}), el quark b i l'antiquark b són presents en una classe de partícules subatòmiques anomenades mesons B, que estan compostes per un quark b o un antiquark b juntament amb un quark lleuger (u, d o s) o un antiquark lleuger, o antiquarks lleugers, juntament amb el quark b o l'antiquark b. Alguns exemples dels mesons B més coneguts: B0 ({\displaystyle b{\bar {d}}}), B+ ({\displaystyle b{\bar {u}}}), B– ({\displaystyle {\bar {b}}d}), Bs ({\displaystyle b{\bar {s}}}), Bc ({\displaystyle bc,\,b{\bar {c}}}).
També hi ha barions, que estan composts per tres quarks, que contenen el quark b, són els barions B. Els més destacats són: {\displaystyle \Lambda _{b}^{0}} ({\displaystyle udb}), {\displaystyle \Xi _{b}^{0}} ({\displaystyle usb}), {\displaystyle \Xi _{b}^{-}} ({\displaystyle dsb}) i {\displaystyle \Omega _{b}^{-}} ({\displaystyle ssb}). Al CERN el 2015 es realitzà un experiment de desintegració de barions {\displaystyle \Lambda _{b}^{0}} on s'aconseguí observar el pentaquark {\displaystyle P_{c}^{+}}, un barió format per cinc quarks i antiquarks, en concret {\displaystyle u{\bar {c}}cud}, que se suposa que és una «molècula» formada per un mesó {\displaystyle u{\bar {c}}} i un barió {\displaystyle cud}.